# Christina Roslyng
Christina Roslyng Christiansen (Juelsminde, 10 de julio de 1978), anteriormente Christina Hansen, es una ex jugadora danesa de balonmano campeona olímpica en Sídney 2000 y que pertenece al Salón de la Fama.

## Trayectoria
Criada en la cantera danesa del equipo de la pequeña ciudad de Klakring, donde comenzó con tan solo 11 años y, antes de entrar en el todopoderoso Viborg HK, disputó algunos encuentros, durante la temporada 1996–97 con el Horsens HK.
Con el Viborg HK ganó cuatro campeonatos de liga danesa y llegó a ser finalista de la Champions League.
En la temporada 2003 abandonó el Viborg para jugar con el Kolding IF y, posteriormente, con el  SønderjyskE hasta el año 2007 donde volvió al Viborg para cubrir la baja por embarazo de la extremo Henriette Mikkelsen. Las estadísticas en Viborg fueron de 511 goles en 158 partidos en competición nacional y 221 tantos en 61 partidos en competición europea.
Tras esa temporada se retiró del balonmano.

### Clubes
- 1995–97: Horsens HK
- 1997–03: Viborg HK
- 2003–05: Kolding IF Håndbold
- 2005–07: SønderjyskE Håndbold
- 2007–08: Viborg HK

### Con la selección danesa
Una de las fijas entre 1998 y 2004, su faceta goleadora no destacó con su selección, pero su lucha en el terreno de juego sí, por eso era acreedora de toda la confianza de los distintos seleccionadores. Campeona del Mundo junior en 1996 y campeona de Europa júnior en 1997, sus mayores éxitos fueron con la selección absoluta. Su retirada prematura del combinado danés (solo tenía 24 años) se debió a cansancio mental.
Fue integrante de aquella mítica selección que entre el 2000 y el 2004 se proclamó Campeona Olímpica y dos veces Campeona de Europa.

## Títulos y galardones

### Con la selección danesa
- 1 x  Campeona olímpica en Sídney 2000[5]
- 2 x  Campeona de Europa en Dinamarca 2002[6] y Hungría 2004
- 1 x  Subcampeona de Europa en Holanda 1998

### Clubes
- 4 x Liga Danesa (1999, 2000, 2001, 2002)
- 1 x Copa de la EHF (1999)

### Distinciones individuales
- Miembro del Salón de la Fama Europeo

## Vida
En marzo de 2020, fue presentada como la nueva directora técnica de la selección nacional femenina de balonmano de Dinamarca bajo la dirección del nuevo seleccionador nacional Jesper Jensen. Sustituyó en el cargo a la histórica Mette Vestergaard, 
Casada en el 2006 (divorciada en el 2009 aunque vuelta a convivir desde el 2012) con el también exjugador danés Lars Christiansen, tienen 2 hijos.
Se proclamó campeona en 2006 junto a Steen Lund de la tercera temporada del programa de televisión Locos por bailar (versión del programa Bailando con las estrellas), que se emitía en la TV 2.